# Відеоасистент арбітра

Символ VAR, який з'являється на екранах під час процесу перегляду

Система відеоасистента арбітра (ВАА) (англ. Video assistant referee), скорочено VAR, або відеопомічник арбітра — технологія у футболі, що дозволяє головному арбітру ухвалювати рішення у спірних моментах матчу за допомогою відеоповторів. Офіційно включена в Правила гри у футбол у 2018 році після серії випробувань на міжнародних турнірах.

## Принципи роботи системи
Система відеодопомоги дозволяє переглянути чотири види спірних моментів і допомогти судді ухвалити правильне рішення: 
- порушення правил при забитих голах,
- епізоди з призначенням пенальті,
- помилкове пред'явлення червоної картки (епізоди з другою жовтою карткою не розглядаються),
- помилки в ідентифікації покараних гравців (допомагає визначити, хто саме зробив фол, що карається карткою).

Таким чином, система відеодопомоги дозволяє офіційно виявити та підтвердити «явні помилки» судді під час матчу.
У кожному матчі у спеціальній відеокімнаті (англ. video operation room) працюють відеоарбітр, помічник відеоарбітра і оператор відеоповторів, які стежать за матчем із кількох моніторів із різних ракурсів і по радіозв'язку перемовляються із головним суддею. На посаду відеоарбітра може бути призначений як чинний міжнародний арбітр, так і суддя, що завершив ігрову кар'єру. Відеоарбітр зобов'язується фіксувати факти порушень і повідомляти про необхідність застосування відеоповторів, а помічник відеоарбітра стежить за подіями матчу, що розгортаються на полі. Під час матчу відеоарбітр може попросити оператора повторно показати будь-який спірний момент гри, і якщо система відеодопомоги виявить факт «явної помилки» з боку судді, то команда повідомить головному арбітру про це (якщо порушень не було, то арбітру нічого не повідомлять). Арбітр може попросити систему про допомогу у разі, якщо сумнівається у прийнятому рішенні; аналогічно VAR може порекомендувати судді повторний перегляд моменту. У цілому ж суддя може вибрати один із трьох варіантів після повідомлення VAR: 
- залишити своє рішення в силі,
- оголосити про паузу для перегляду інциденту на екрані,
- прийняти рекомендацію відеопомічника і негайно скасувати своє рішення.

Якщо у однієї з команд є ігрова перевага, суддя не має права зупиняти гру для перегляду відеоповтору. Якщо суддя вирушає на перегляд відеоповтору, то він сигналізує про це, малюючи вказівними пальцями в повітрі прямокутник — символ відеомонітора. Самі гравці не мають права подібними жестами вимагати від судді перегляд відеоповтору або ж входити в зону, де суддя переглядає повтор: гравців за це карають жовтою карткою, а членів тренерського штабу видаляють до кінця гри.
Існує ряд інструкцій з використання відеоповторів. Так, уповільнений перегляд рекомендується використовувати при розгляді таких порушень, як силова боротьба або гра рукою. Повтор з нормальною швидкістю використовується для того, щоб визначити, чи був зроблений фол навмисно чи ні. Огляд гольових моментів, рішень по пенальті і червоних карток за «фол останньої надії» завжди починається з того моменту, коли атакуюча команда отримала м'яч, в інших спірних епізодах матчу розглядається сам момент порушення.

## Використання
Міжнародна рада футбольних асоціацій, яка відповідає за зміну Правил гри у футбол, схвалила використання системи відеодопомоги арбітрам на щорічній зустрічі в 2016 році. США стала першою країною, що почала використовувати систему VAR у матчі між другими складами двох клубів MLS, який відбувся у серпні 2016 року. Так, головний суддя Ісмаїл Ельфат, користуючись рекомендаціями відеоарбітра Аллена Чапмана, двічі переглянув повтори і показав одну червону картку і одну жовту картку у відповідних моментах. Через місяць у товариському матчі Франція — Італія система пройшла офіційне випробування на рівні збірних, а на клубному чемпіонаті світу вперше з'явився монітор на полі, який дозволяв суддям із поля побачити спірний момент 7 квітня 2017 року вперше систему представили на матчі чемпіонату Австралії між клубами «Мельбурн Сіті» і «Аделаїда Юнайтед» (за матч вона не використовувалася жодного разу), а перше використання відбулося на наступний день у матчі «Веллінгтон Фенікс» — «Сідней», коли команда «Сідней» заробила пенальті після гри рукою у штрафному майданчику (підсумок матчу — нічия 1:1).
Кубок конфедерацій 2017 року став першим міжнародним турніром збірних, на якому була застосована система VAR. Вона отримала змішані відгуки, попри свою ефективність: за словами деяких журналістів, «ясності» і «заплутаності» в матчах було приблизно порівну. 2 серпня 2017 року відбувся перший матч чемпіонату MLS із використанням відеоповторів, а 5 серпня у матчі «Філадельфія Юніон» — «Даллас» суддя вперше нею скористався, скасувавши гол у ворота «Філадельфії» у зв'язку із сутичкою гравця «Далласа» і воротаря «Філадельфії». З сезону 2017/18 VAR застосовується в чемпіонатах Німеччини, Італії та Португалії, а у жовтні була випробувана на чемпіонаті світу серед команд до 20 років
Англія не затвердила VAR в Прем'єр-лізі в сезоні 2017/2018, зате знайшла їй застосування в Кубку Англії в матчі 8 січня 2018 року «Брайтон енд Гоув Альбіон» — «Крістал Пелас». 9 січня у Кубку французької ліги систему випробували в матчі «Ніцца» — «Монако», зазначивши ефективність системи. В Італії в січні того ж року відкрили навчальний центр у Коверчано для відеоарбітрів, а з 3 березня 2018 року система VAR включена в Правила гри у футбол. Сезон 2018/2019 чемпіонату Англії і Ліги чемпіонів УЄФА пройде без використання відеоповторів, а ось на чемпіонаті світу 2018 року систему будуть використовувати (рішення ухвалила Рада ФІФА 16 березня 2018 року на Конгресі у Боготі).

### VAR в Україні
Українські арбітри вперше ознайомилися з системою VAR під час зимових зборів у Туреччині в лютому 2019 року. 15 травня 2019 роки перед фінальним матчем на Кубок України в Запоріжжі було презентовано необхідне для її роботи обладнання. Було оголошено про тестування системи VAR на телезаписах матчів із 1 липня 2019 року. 28 липня 2019 року VAR була вперше використана в режимі офлайн під час матчу на Суперкубок України в Одесі між командами «Шахтар» і «Динамо». У тому ж тестовому режимі в рамках Прем'єр-ліги система була вперше використана під час матчу «Колос» — «Маріуполь» 30 липня 2019 року.
В Україні впровадження VAR було затверджено у липні 2019 року на виконкомі УАФ. У першому колі УПЛ сезону 2019/20 VAR мав використовуватись в режимі офлайн, щоб протестувати обладнання і навчити арбітрів. При цьому діяв він тільки на двох матчах УПЛ із шести в кожному турі. Після отримання необхідних дозволів від ФІФА та ІФАБ використання системи відеоповторів у другому колі турніру відбуватиметься у режимі онлайн.
Спочатку судді тренувалися на матчах, які вже закінчилися, а першим тестовим матчем, де відеоасистенти арбітра тестували систему у прямому ефірі, хоч і без зв'язку з головним арбітром матчу, стала гра 15 вересня «Динамо» — «Десна».
Уперше в Україні технологію VAR повноцінно застосували 1 листопада 2019 року в матчі чемпіонату України серед юнацьких команд між командами «Динамо U-19» і «Карпати U-19» (2:2). У цьому поєдинку на 71-й хвилині гри головний арбітр матчу Микола Балакін (після повідомлення арбітра VAR Сергія Бойка) переглянув на моніторі момент, на який спочатку не відреагував, коли після подачі з флангу гравець «Карпат» зіграв рукою у своєму штрафному майданчику, і після перегляду VAR призначив пенальті. До одинадцятиметрової позначки підійшов Владислав Ванат, який чітко реалізував пенальті.
Українською асоціацією футболу був придбаний один фургон з обладнанням VAR, що накладає обмеження на використання системи: вона може бути задіяна лише двічі протягом одного туру на матчах, що проходять у різні дні в містах, відстань між якими не перевищує 500 км, показ яких здійснюють два найбільших транслятора — телеканали «Футбол» і «2+2». Уперше в УПЛ система була використана 22 лютого 2020 року на матчі «Динамо» — «Ворскла» (2:1), але там не використовувалась. Дебютувала система наступного дня у матчі «Шахтар»—«Десна» (1:0), де завдяки VAR було скасовано гол у ворота «Шахтаря». Першим матчем Кубка України з використанням технології відеоповторів став поєдинок 1/4 фіналу «Динамо» — «Олександрія» 11 березня 2020 року.
20 липня 2020 року систему VAR вперше було застосовано в змаганнях ПФЛ, а саме у матчі Першої ліги «Оболонь-Бровар» — «Рух».

## Критика і скандали
Велика кількість футболістів та футбольних тренерів скептично або критично висловлювалися про систему. Так, тренер мадридського «Реала» Зінедін Зідан залишився незадоволений системою на Клубному чемпіонаті світу ФІФА 2016 року, заявивши, що вона може ввести когось в оману. У лютому 2018 року в чемпіонаті Португалії вибухнув скандал у матчі «Боавішта» — «Авеш» через те, що прапор фаната «Боавішти» закрив огляд камери VAR і не дозволив перевірити факт положення поза грою у той момент, коли «Авеш» забивав гол. Суддя, не здатний скористатися допомогою VAR, змушений був зарахувати гол.
За даними журналу Kicker, близько 47% уболівальників Бундесліги не підтримують використання VAR, оскільки це займає багато часу: про це висловлювався спортивний директор «Баєра» Руді Феллер. У квітні 2018 року матч між «Майнцом» і «Фрайбургом» довелося відновити раніше терміну, оскільки після свистка на перерву суддя, скориставшись допомогою VAR, оголосив про призначення пенальті і закликав гравців повернутися на поле. Аналогічно критично про систему висловився воротар Джанлуїджі Буффон, заявивши, що судді, які дуже часто користуються системою, роблять ще більше помилок.
У суперфіналі чемпіонату Австралії 2018 року між «Ньюкасл Джетс» та «Мельбурн Вікторі» система VAR не спрацювала через технічну помилку і не дозволила скасувати гол клубу «Мельбурн Вікторі» через положення поза грою. Помічник судді не зміг побачити повтор, і у підсумку команда з Мельбурна перемогла 1:0.